# Case în stil baroc din Turda

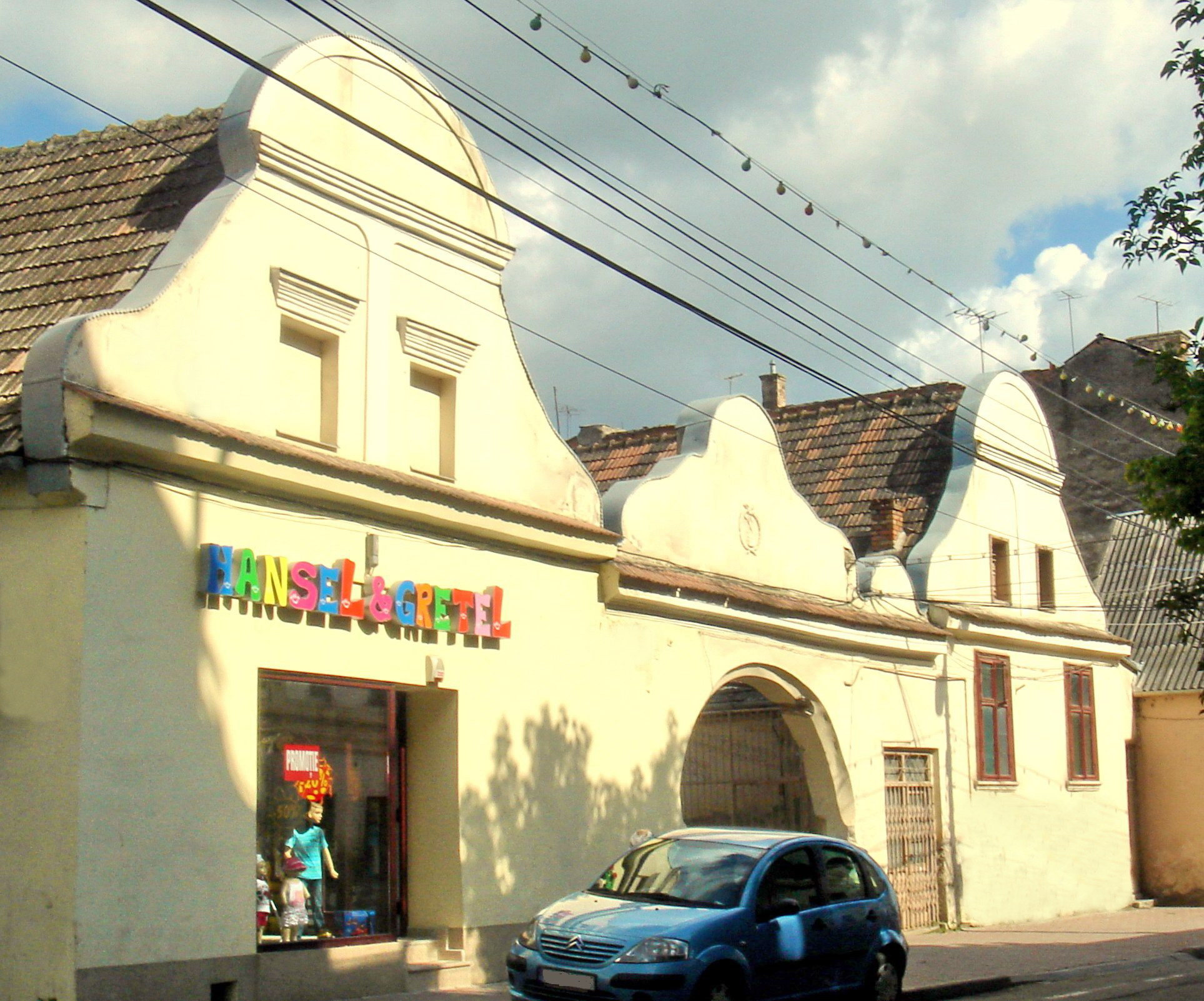
Case baroce din Turda

Casele în stil baroc din Turda au fost construite în anul 1784 (Piața Republicii nr.46, 47 și 48).
Casa nr.46 păstrează fațada inițială în stil baroc rural din a doua jumătate a secolului al XVIII-lea. 
Casele nr.47-48 (ale familiei nobiliare Kimpel), datând din epoca barocă, prezintă blazonul nobiliar și anul construcției (1784) în relief, pe frontonul arcuit al porții de intrare.

## Galerie de imagini

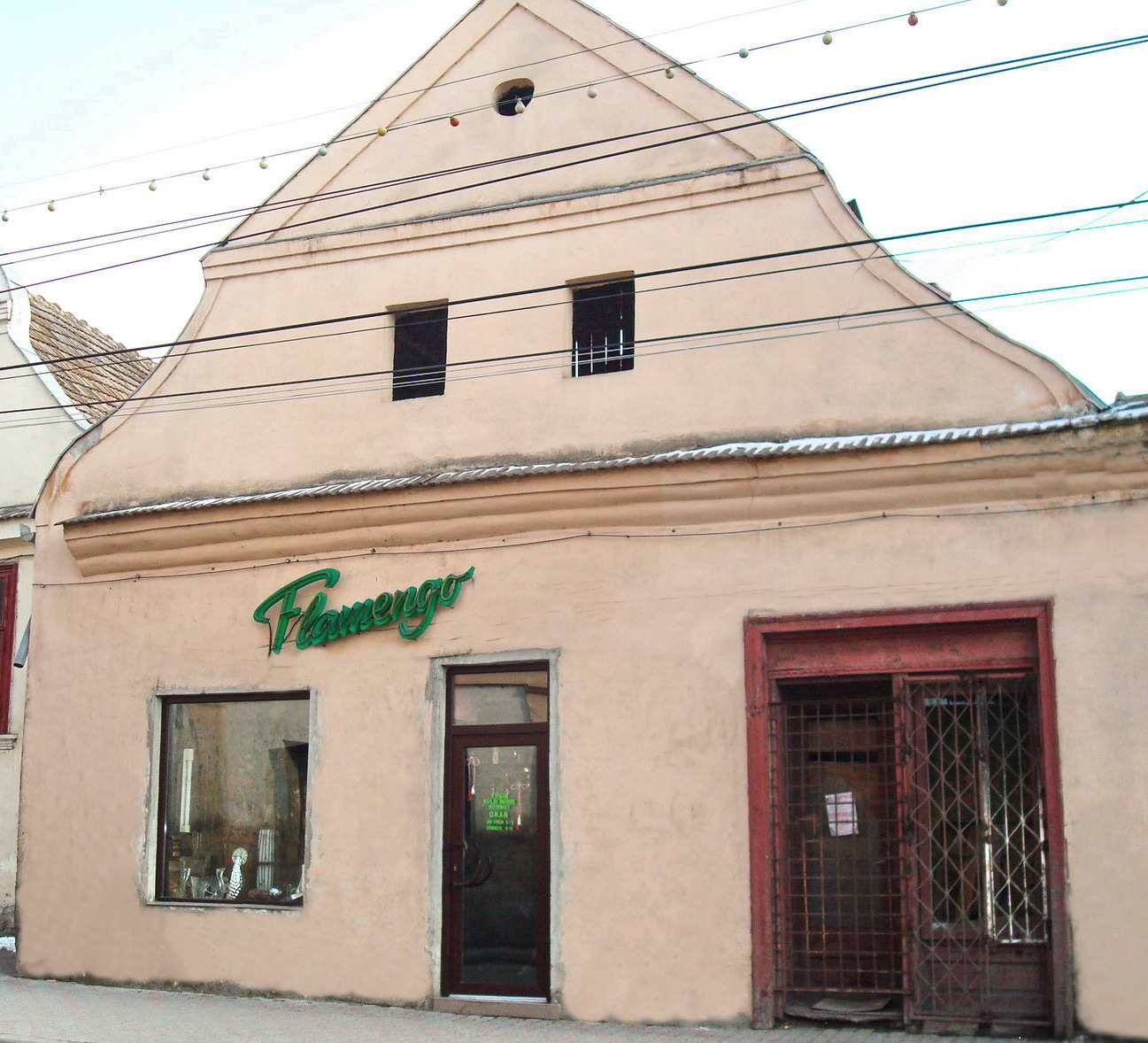
Casă barocă (Piaţa Republicii nr.46)
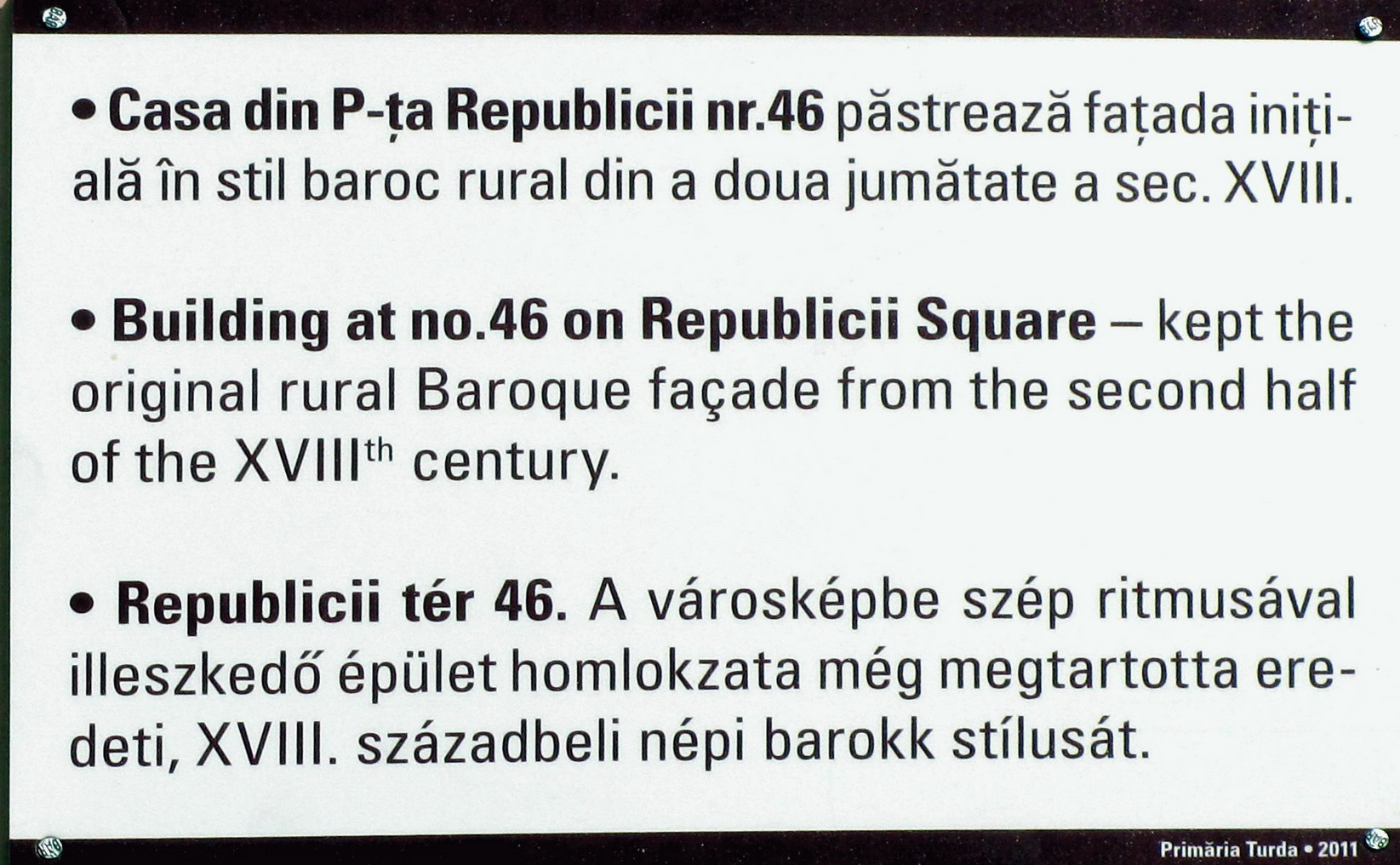
Casă în stil baroc, Piaţa Republicii nr.46, placa informativă
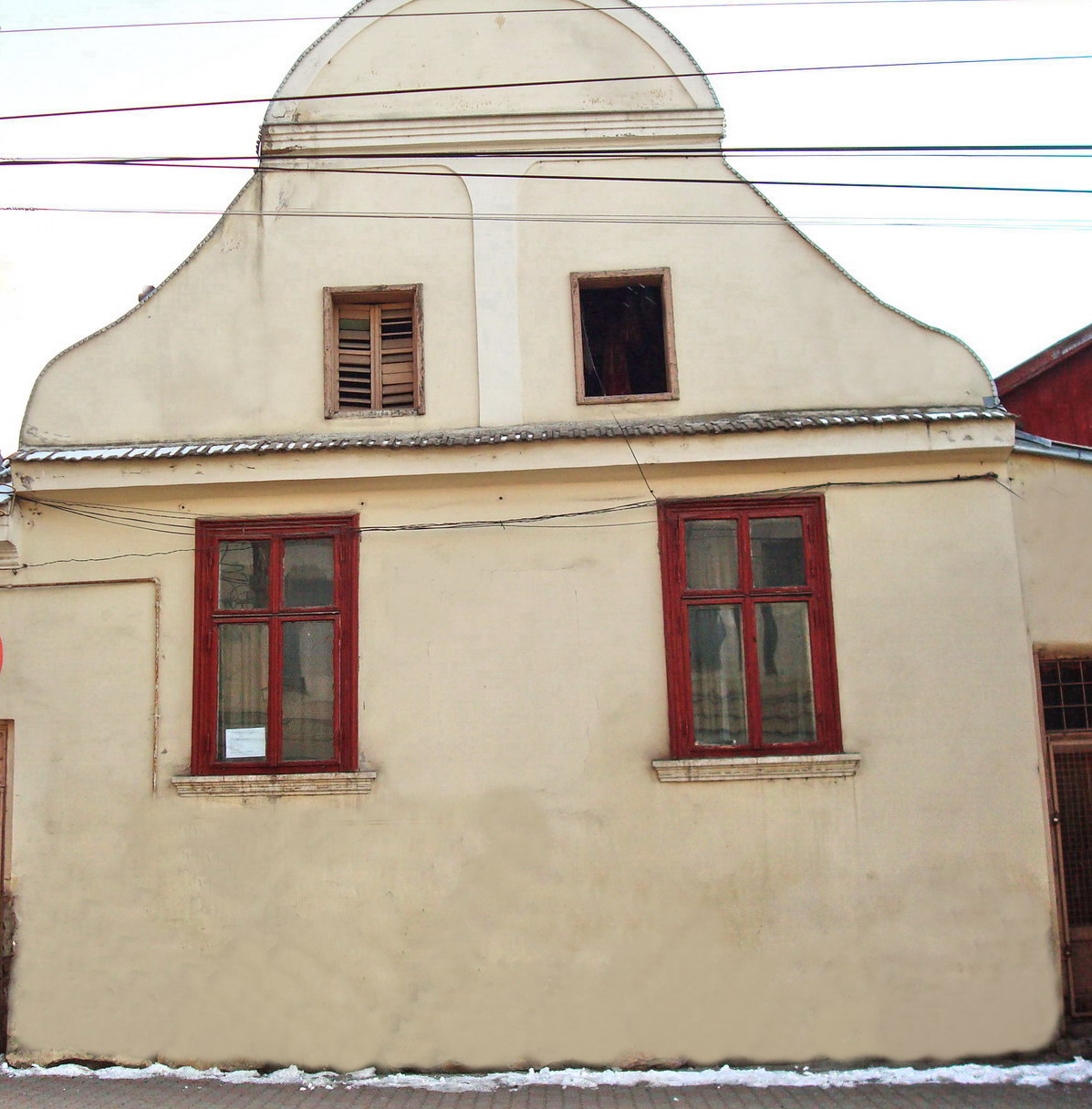
Casă barocă (Piaţa Republicii nr.47)
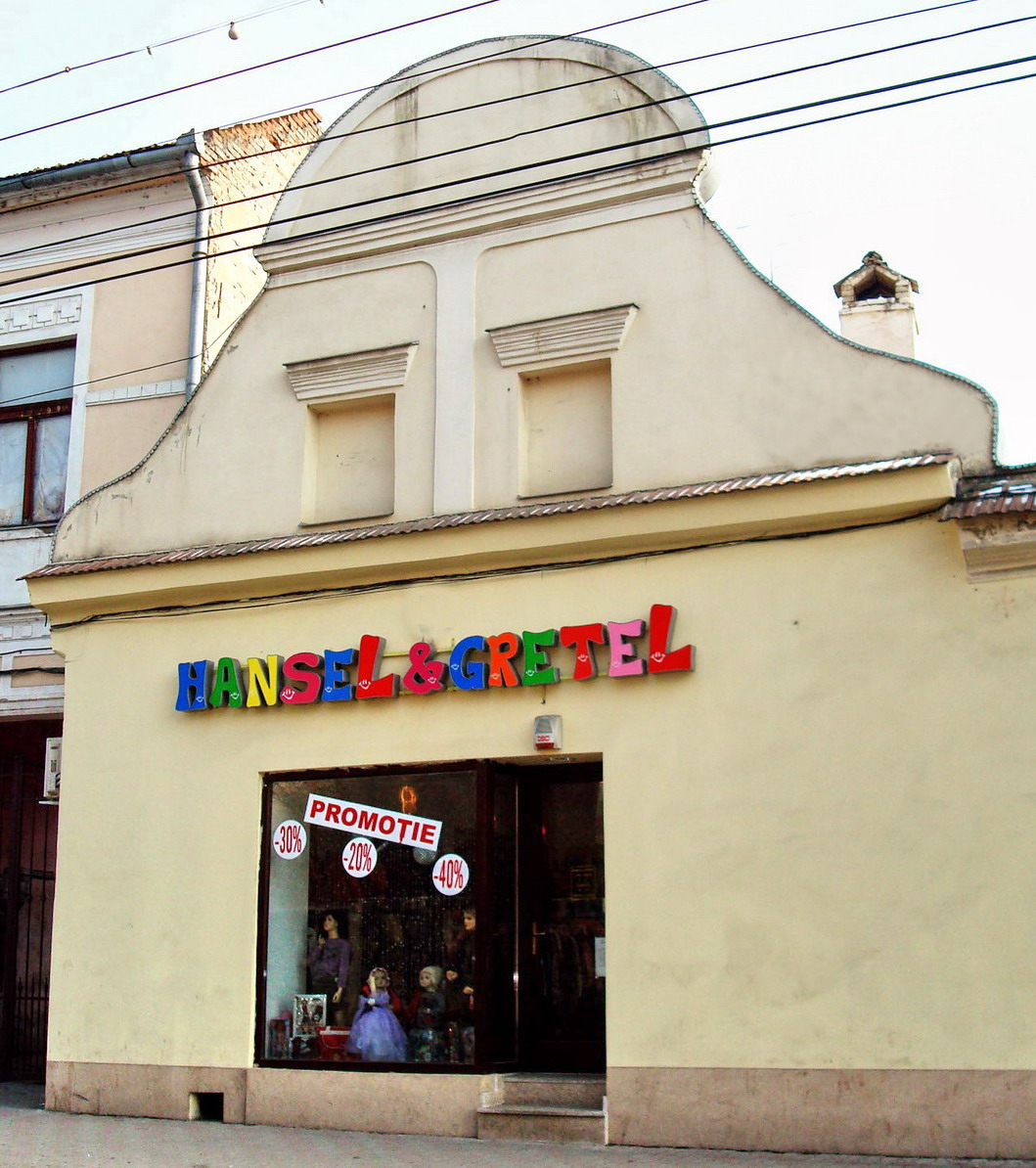
Casă barocă (Piaţa Republicii nr.48)
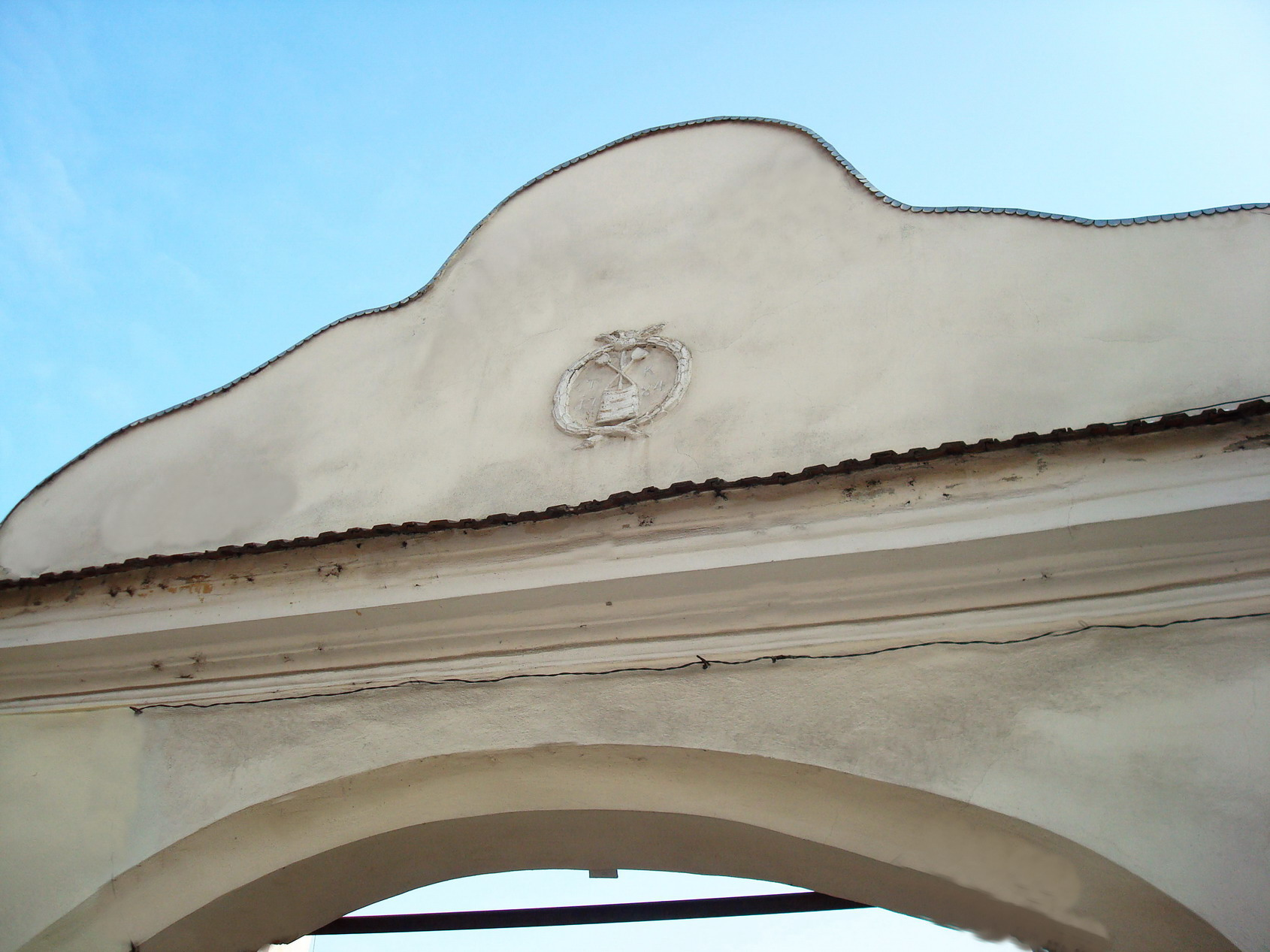
Detaliu deasupra porţii de intrare în curtea caselor nr.47 şi 48
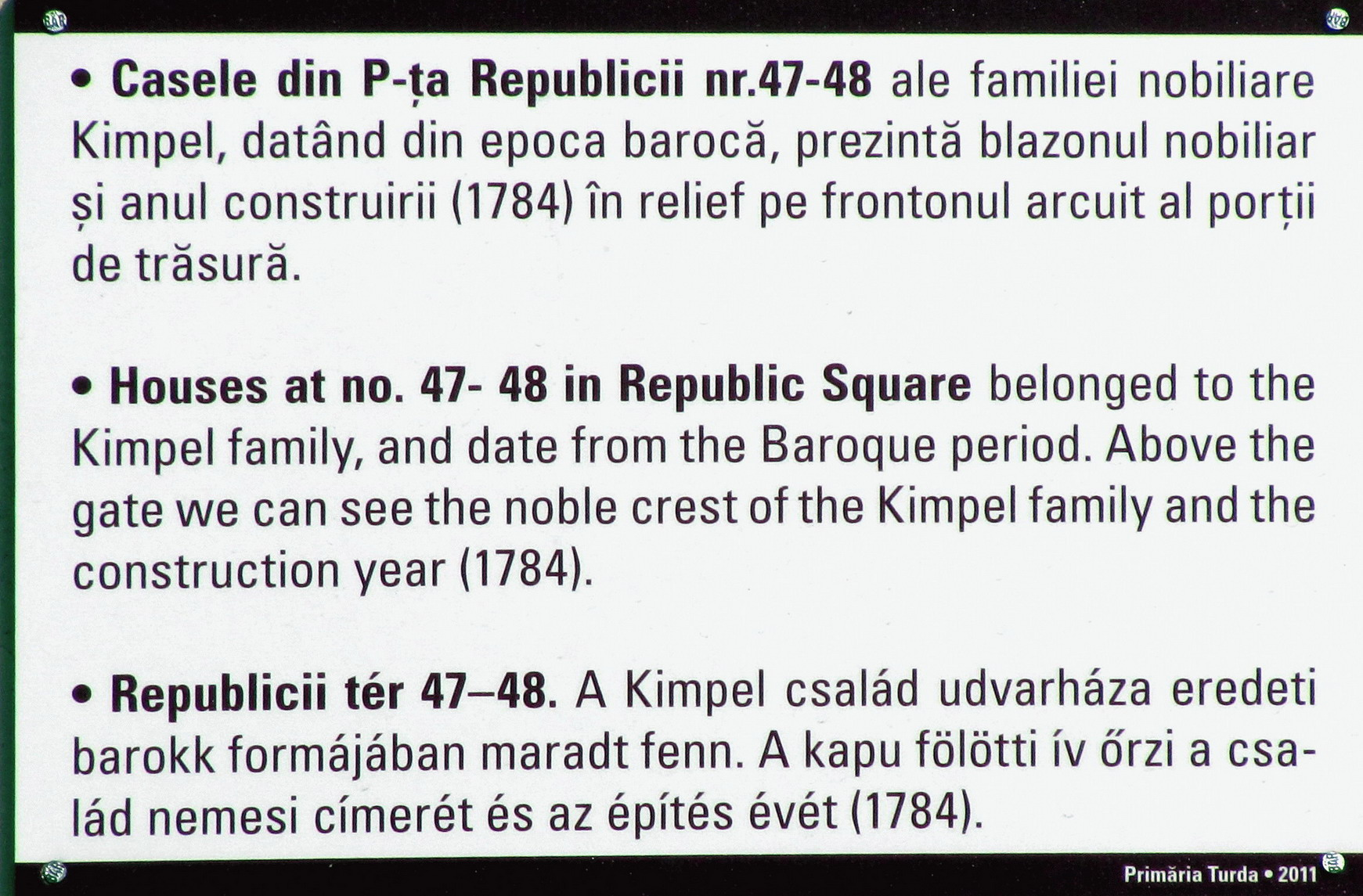
Case în stil baroc, Piaţa Republicii nr.47-48, placa informativă